# Aechmeta primosa
Aechmeta primosa là một loài tò vò trong họ Ichneumonidae.